# Hortipes silvarum
Hortipes silvarum är en spindelart som beskrevs av Ledoux och Emerit 1998. Hortipes silvarum ingår i släktet Hortipes och familjen flinkspindlar.
Artens utbredningsområde är Elfenbenskusten. Inga underarter finns listade i Catalogue of Life.